# Superpuchar Hiszpanii w piłce siatkowej mężczyzn (2002)
Superpuchar Hiszpanii w piłce siatkowej mężczyzn 2002 – piąta edycja rozgrywek o Superpuchar Hiszpanii rozegrana 29 grudnia 2002 roku w Pabellón Deportivo Municipal w El Puerto de Santa María. W meczu o Superpuchar udział wzięły dwa kluby: mistrz i zdobywca Pucharu Hiszpanii w sezonie 2001/2002 - Unicaja Almería oraz finalista Pucharu Hiszpanii 2002 - PTV Málaga.
Po raz drugi zdobywcą Superpucharu Hiszpanii został klub Unicaja Almería.
MVP spotkania wybrany został gracz z klubu Unicaja Almería - Cosme Prenafeta.

## Drużyny uczestniczące
| Drużyna         | Osiągnięcia w sezonie 2001/2002          |
| --------------- | ---------------------------------------- |
| Unicaja Almería | mistrzostwo i zdobycie Pucharu Hiszpanii |
| PTV Málaga      | finał Pucharu Hiszpanii                  |

## Mecz
Niedziela, 29 grudnia 2002 – 12:30 (UTC+1) • Pabellón Deportivo Municipal, El Puerto de Santa María
Widzów: 1200
Czas trwania meczu: 71 minut
Sędziowie: Fernández Nevado i Juan Antonio Dávila
| Unicaja Almería | 3:0                          | PTV Málaga |
|                 | (25:15, 25:23, 25:21) raport |            |

| Poz.           | Nr | Zawodnik                    | 1 | 2 | 3 | 4 | 5 | Pkt |
| -------------- | -- | --------------------------- | - | - | - | - | - | --- |
| R              | 1  | Cosme Prenafeta             |   |   |   |   |   |     |
| Ś              | 5  | Carlos Carreño              |   |   |   |   |   |     |
| P/A            | 9  | Carlos César Da Silva (Axè) |   |   |   |   |   |     |
| P/A            | 11 | Jerónimo Bidegain           |   |   |   |   |   |     |
| P              | 15 | Luis Pedro Suela            |   |   |   |   |   |     |
| Ś              | 16 | Juan José Salvador          |   |   |   |   |   |     |
| L              | 18 | Manolo Berenguel            | L | L | L |   |   |     |
| Zmiany         |    |                             |   |   |   |   |   |     |
| Ś              | 2  | Pedro Cabrera               |   |   |   |   |   |     |
| A              | 13 | José Antonio Casilla        |   |   |   |   |   |     |
| Trener         |    |                             |   |   |   |   |   |     |
| Fernando Muñoz |    |                             |   |   |   |   |   |     |

| Poz.       | Nr | Zawodnik              | 1 | 2 | 3 | 4 | 5 | Pkt |
| ---------- | -- | --------------------- | - | - | - | - | - | --- |
| Ś          | 1  | Javier Soldi          |   |   |   |   |   |     |
| Ś          | 2  | David Sánchez         |   |   |   |   |   |     |
| P          | 3  | Leonardo Patti        |   |   |   |   |   |     |
| R          | 7  | Arto Hanni            |   |   |   |   |   |     |
| A          | 9  | Rodrigo César Juliani |   |   |   |   |   |     |
| P          | 14 | Thomas Ereú           |   |   |   |   |   |     |
| L          | 6  | Óscar Rodríguez Capel | L | L | L |   |   |     |
| Zmiany     |    |                       |   |   |   |   |   |     |
| R          | 4  | Victor Viciana Mera   |   |   |   |   |   |     |
| P          | 8  | Máximo Torcello       |   |   |   |   |   |     |
| Trener     |    |                       |   |   |   |   |   |     |
| Axel Mondi |    |                       |   |   |   |   |   |     |